# サン・コスタンツォ
サン・コスタンツォ（伊: San Costanzo）は、イタリア共和国マルケ州ペーザロ・エ・ウルビーノ県にある、人口約4,600人の基礎自治体（コムーネ）。

## 地理

### 位置・広がり
ペーザロ・エ・ウルビーノ県のコムーネ。ペーザロから南東へ21km、ウルビーノから東へ35kmの距離にある。

#### 隣接コムーネ
隣接するコムーネは以下の通り。括弧内のANはアンコーナ県所属を示す。
- ファーノ
- モンドルフォ
- モンテ・ポルツィオ
- テッレ・ロヴェレスケ
- トレカステッリ (AN)

### 気候分類・地震分類
サン・コスタンツォにおけるイタリアの気候分類 (it) および度日は、zona E, 2193 GGである。
また、イタリアの地震リスク階級 (it) では、zona 2 (sismicità media) に分類される。

## 行政

### 分離集落
サン・コスタンツォには、以下の分離集落（フラツィオーネ）がある。
- Cerasa, Marotta, Stacciola